# Уейкфийлд
Уейкфийлд (на английски: Wakefield, произношение) е катедрален град в югоизточната част на област Западен Йоркшър – Англия. Той е административен и стопански център на едноименната община.
Уейкфийлд е част от метрополиса наричан също Западен Йоркшър. Населението на града към 2001 година е 76 886 жители.
Място на сражения по време на „войната на розите“ и опорен пункт на роялистите по време на гражданската война в Англия, градът израства като важно търговско средище и център на производството на въ̀лна. До 1986 година, той е административен център на цялото графство. Готическата катедрала „Вси Светии“ е седалище на епископа на Уейкфийлд.

## География
Уейкфийлд е разположен по поречието на река Колдър в северзападния край на общината, част от една от най-урбанизираните територии в Обединеното кралство, заемаща четвърто място с населението си от 1 499 465 жители. Най-големият град на графството – Лийдс, отстои на 14 километра в северна посока.
В непосредствена близост западно от града, преминава Магистрала М1 по направлението север-юг (Лийдс-Шефийлд-Нотингам-Лестър-Лондон).

## Демография
Изменение на населението на града в периода от 1881 до 2001 година:
| година    | 1881   | 1891   | 1901   | 1911   | 1921   | 1931   | 1951   | 1961   | 1981   | 1991   | 2001   |
| --------- | ------ | ------ | ------ | ------ | ------ | ------ | ------ | ------ | ------ | ------ | ------ |
| население | 22 173 | 23 315 | 24 107 | 43 588 | 52 891 | 59 122 | 60 371 | 61 268 | 74 764 | 73 955 | 76 886 |